# Pleasant Hill, Ohio
Pleasant Hill là một làng thuộc quận Miami, tiểu bang Ohio, Hoa Kỳ. Năm 2010, dân số của làng này là 1200 người.

## Dân số
- Dân số năm 2000: 1134 người.
- Dân số năm 2010: 1200 người.